# Некропола у Гизи
Некропола у Гизи је археолошки локалитет на Висоравни Гизе у околини Каира у Египту. Овај комплекс античких монументалних грађевина укључује три пирамиде познате као Велике пирамиде, масивну скулптуру Велике сфинге, неколико гробаља, радничко село и индустријски комплекс. Налази се на на 9 km унутар пустиње од старог града Гизе на реци Нил и око 25 km од центра града Каира. Пирамиде су постале популарне у хеленистичком периоду када су постале једно од Седам светских чуда. То је најстарије светско чудо и једино које још увек постоји.
Пирамиде, које су историјски биле уобичајени симболи европског виђења старог Египта, биле су популаризоване у хеленистичком добу, кад је Велику пирамиду Антипатер од Сидона навео као једну од Седам чуда света. То је далеко најстарије од древних чуда и једино које још увек постоји.

## Пирамиде

### Кеопсова пирамида
Кеопсова пирамида изграђена је по налогу фараона Куфуа (како су га Египћани звали или Кеопса, како су га Грци звали), владара четврте династије, око 2560. п. н. е. као његова гробница. Традиција градње пирамида започела је у старом Египту као отменија варијанта мастабе, односно платформе која наткрива краљевску гробницу. Ова веза се најбоље може видети на примеру Степенасте пирамиде краља Зосера у Сакари коју је подигао познати египатски архитекта Имхотеп.
Комплекс Кеопсове пирамиде се састоји од a valley temple, now buried beneath the village of Nazlet el-Samman; basalt paving and nummulitic limestone walls have been found but the site has not been excavated. The valley temple was connected to a causeway which was largely destroyed when the village was constructed. The causeway led to the Mortuary Temple of Khufu. From this temple the basalt pavement is the only thing that remains. The mortuary temple was connected to the king's pyramid. The king's pyramid has three smaller queen's pyramids associated with it and five boat pits.‍:11–19 The boat pits contained a ship, and the 2 pits on the south side of the pyramid still contained intact ships. One of these ships has been restored and is on display.
Пирамида је висока 138,75 m, дужине 225 m и обухвата површину од 5,3 хектара и једина је пирамида која има и узлазне и силазне ходнике. Када је изграђена била је висока 145,75 m, али је током година врх урушен за око 10 m. Према писању Херодота, припреме за градњу Кеопсове пирамиде трајале су више од двадесет година. На њој је радило 100.000 људи, двадесет година по три месеца годишње, у време поплаве Нила, када се није могла обрађивати земља. Радили су робови и сељаци. У Кеопсову пирамиду уграђено је око 2,5 милиона блокова, исклесаних у каменолому на десној обали Нила. Блокови су од кречњака, базалта и гранита, били су тешки од две до четири тоне (у просеку 2,5, максимално 7,5). Велики гранитни неотесани блокови са којима је грађен плафон за краљевски салон, тежили су преко педесет тона.
Завршни, покривни слој (који је пропао током времена) чинио је грађевину споља веома глатком. Иако се не зна како су блокови постављани, постоји неколико могућих теорија. Једна теорија подразумева коришћење равне или спиралне рампе која се подизала како је грађевина грађена увис, док друга терија претпоставља коришћење дугачких полуга. Главни надзорник радова на Кеопсовој пирамиди био је вероватно Хемиуну, Кеопсов нећак.
Улаз се налази на северној страни. Више пролаза, галерија и холова води или у главну одају краљевске гробнице или у помоћне просторије. Краљевска гробница налази се у средишту пирамиде. Саркофаг је направљен од црвеног гранита, као и зидови гробнице, саркофаг је за само 1 cm ужи од улаза у гробницу. Угао страница у односу на основу износи 51 степен и 51 минут. Свака страна је пажљиво оријентисана према једној од четири стране света. Хоризонтални пресек грађевине увек је квадратан у било ком делу, а дужина странице основе износи тачно 229 m. Цела грађевина се састоји од приближно 2 милиона камених блокова од којих сваки тежи више од две тоне.
Кеопсова пирамида била је највиша грађевина на Земљи током 4300 година и коју су надвисиле друге грађевине тек крајем 19. века. Простор који заузима Велика пирамида довољан је да унутар себе обухвати базилику Светог Петра у Риму и катедрале у Милану и Лондону - заједно.
Источно од пирамиде су три споредне пирамиде намењене краљицама, гробница краљице мајке Хетеферес, гробница краљице Мерититес и (вероватно) гробница краљице Хенутсен.

### Кефренова и Микеринова пирамида
Поред Кеопсове, на платоу Гизе налазе се и пирамиде фараона Кефрена и Микерина (Кефреновог наследника).
Кефренова пирамида је друга по величини, али је подигнута на вишем тлу па изгледа као већа иако је 8 m нижа од Кеопсове. Таваница пирамиде је израђена од плоча. Улаз је са северне стране. На врху ове пирамиде очуван је део спољашњег омотача (на слици).
Трећа пирамида из Гизе, коју је подигао Микерин, првобитно је била висока 65,5 m, али данас висина износи 62 m. База пирамиде износи 103,4 m. Саграђена је од кречњака и гранита.

## Велика сфинга
Велика сфинга у Гизи у Египту је далеко највећа и најчувенија статуа сфинге. Она представља лежећег лава са људском главом. Вероватно је подигнута у време четврте египатске династије, око 2700–2600. година пре нове ере.
Више од 4000 година сфинга се уздиже изнад песка египатске пустиње. Дуга је 73,5 метра, широка 6 метара и висока око 20 метара. Испружене ноге су дуге око 15 метара. Остаци боје у ушима указују на чињеницу да је скулптура оригинално била обојена живим бојама. Изграђена је од брда блокова камена кречњака преосталог од изградње Кеопсове пирамиде. Поред сфинге подигнут је храм који лежи у истој линији у којој је храм Кефренове пирамиде.
Сфинга је током времена претрпела многа оштећења. Клесана је у кречњаку а временом је дошло до затрпавање скулптуре песком и обрушавању засутих делова. Први покушаји да се ископају засути делови су се остварили током 1400-их година п. н. е. када је на основу одлука Тутмоса IV откопана до видљивости предње шапе где је постављена стела на помен овог догађаја.
Сфинги фали првобитно отприлике један метар широки нос (њушка). Јако раширена легенда тврди да су га одстрелили Наполеонови ратници приликом његових похода на Египат. Ово тврђење се не заснива на истини јер постоје слике пре Наполеонових похода на којима већ непостоји овај део сфинге. Египатски историчар ал-Макризи приписује уништење носа суфијском фанатику именом Мухамад Саим ал-Дахр који је био огорчен тиме што су сељеци поштовали сфингу да би тиме побољшали своје приносе. Овај фанатик је за своје дело био обешен за вандализам. Уништење носа требало је да се одигра године 1378.
Године 1817. протекле су прва савремена ископавања која је водио капетан Ђовани Батиста Кавиџлија који је потпуно открио сфингине груди. У потпуности је откопана 1925. године.

## Краљичина гробница
Краљица Хенткаус I је сахрањена у Гизи. Њена гробница позната као ЛГ 100 и Г 8400 се налазе на централном подручју, поред Микеринове пирамиде. Пирамидални комплекс краљице Кентакус укључује: њену пирамиду, пирамидални град и храм.

## Радничко село
Рад, који је подразумевао израду, премештање и постављање велике количине стена које су се користиле у изградњи пирамида, могло би да заврше неколико хиљада обучених радника, затим необучених радника и помоћне радне снаге. За овакве пројекте били су неопходни и пекари, носачи воде, столари и слично. Постоје опречна мишљења о томе колики број радника је био неопходан да би се завршио посао изградње пројеката ове величине. Грчки историчар Херодот је посетио Гизу 450 године п. н. е, и записао је да су градњу пирамида вршило 400.000 људи 20 година, а радили су у тромесечним сменама по 100.000 људи у сваком тренутку.
Пирамиде у Гизи окруживао је велики камени зид, испред кога Марк Лехнер и његов тим открио град где су били градитељи пирамида. Град је био лоциран југоисточно од Кефренове и Микеринове пирамиде. У откривеном селу пронађени су делови града у којима се спавали, правила храна, болница и гробље где су пронађени скелети са јасним траговима озледа током изградње.

## Гробља
Када су пирамиде грађене, мастабе за ниже племство су прављене у околини. Поред Кефренове пирамиде, главно гробље лежи на источном подручју, на истоку од главних пирамида до краљичне пирамиде. Ова гробља су подељена по улицама и булеварима. Гробље Г 700 је једно од најстаријих и садржи гробнице за жене, синове и ћерке припадника владара 4. династије. На другој страни пирамиде на Западном пољу, краљевски синови Вепемнофрет и Хемиуну су сахрањени у гробљу Г 1200 и Г 4000. Ова гробља су даље проширена током 5. и 6. династије.

### Западно поље
Западно поље је лоцирано на западу од Кеопсове пирамиде. Оно је подељено у мање области као што су гробља која се називају Абу Бакрове ескавације (1949–50, 1950–1,1952 и 1953), и неколико гробља именованих на основу бројева мастаба као што је Гробље Г 1000, Гробље Г 1100, etc. Западно поље садржи Гробље G1000 – Гробље G1600, и Гробље Г 1900. Даља гробља у овом пољу су: гробља Г 2000, Г 2200, Г 2500, Г 3000, Г 4000, и Г 6000. Три друга гробља су именована по њиховим ескаваторима: Јункерово западно гробље, Јункерово источно гробље и Штајндорфово гробље.‍:100–122
| Гробље                   | Временски период               | Ескавација                     | Коментари |
| ------------------------ | ------------------------------ | ------------------------------ | --- |
| Абу Бакрове ескавације   | 5. и 6. династија              | (1949–53)                      | |
| Гробље Г 1000            | 5. и 6. династија              | Рајснер (1903–05)              | Мастабе од камена |
| Гробље Г 1100            | 5. и 6. династија              | Рајснер (1903–05)              | Мастабе од цигле |
| Гробље Г 1200            | Углавном 4. династија          | Рајснер (1903–05)              | Неки чланови Кеопсове фамилије су сахрањени овде; Вепемнеферт (краљев син), Каем-ах (краљев син), Нефертиабет (краљева ћерка) |
| Гробље Г 1300            | 5. и 6. династија              | Рајснер (1903–05)              | Мастабе од цигле |
| Гробље Г 1400            | 5. династија или касније       | Рајснер (1903–05)              | Двоје људи који су били Кеопсови пророци                                                                                      |
| Гробље Г 1500            |                                | Рајснер (1931?)                | Само једна мастаба (G 1601)                                                                                                   |
| Гробље Г 1600            | 5. династија и касније         | Рајснер (1931)                 | Двоје људи који су били Кеопсови пророци                                                                                      |
| Гробље Г 1900            |                                | Рајснер (1931)                 | Само једна мастаба (G 1903)                                                                                                   |
| Гробље Г 2000            |                                | 5. и 6. династија              | Рајснер (1905–06) |
| Гробље Г 2100            | 4. и 5. династија и касније    | Рајснер (1931)                 | Г 2100 припада Мерибу, краљевом унуку, а G2101 припада краљевој кћери из 5. династије.                                        |
| Гробље Г 2200            | Касна 4. или рана 5. династија | Рајснер ?                      | Mastaba Г 2220 |
| Гробље Г 2300            | 5. династија и 6. династија    | Рајснер (1911–13)              | Обухвата мастабе Визера Сенеџевиб-Интија и његове фамилије.                                                                   |
| Гробље Г 2400            | 5. династија и 6. династија    | Рајснер (1911–13)              | |
| Гробље Г 2500            |                                | Рајснер                        | |
| Гробље Г 3000            | 6. династија                   | Фишер и Екли Кејс млађи (1915) | |
| Гробље Г 4000            | 4. династија и касније         | Јункер and Рајснер (1931)      | Обухвата гробницу Везиера Хемиуна                                                                                             |
| Гробље Г 6000            | 5. династија                   | Рајснер (1925–26)              | |
| Јункерово западно гробље | касно Старо краљевство         | Јункер (1926–27)               | Обухвата мастабу патуљка Сенеба                                                                                               |
| Штајндорфово гробље      | 5. и 6. династија              | Штајндорф (1903–07)            | |
| Јункерово источно гробље | Касно старо краљевство         | Јункер                         | |

### Источно поље
Источно поље је лоцирано источно од Кеопсове пирамиде и садржи гробље Г 7000. На овом гробљу су сахрањени неки од чланова Кеопсове фамилије. Гробље исто тако обухвата мастабе станара и свештеника пирамида из времена 5. и 6. династије.‍:179–216
| Број гробнице | Власник              | Коментари                                          |
| ------------- | -------------------- | -------------------------------------------------- |
| Г 7000 X      | Краљица Хетеферес    | Кеопсова мајка                                     |
| Г 7010        | Неферткау            | Ћерка Снефру, и полусестра Кеопса                  |
| Г 7060        | Нефермаат I           | Син Неферткау и везир Кефрена                      |
| Г 7070        | Снеферукаф           | Син Нефермаата II                                    |
| Г 7110–7120   | Каваб и Хетеферес    | Каваб је био најстарији син Куфуа                  |
| Г 7130–7140   | Куфукаф Iи Неферткау  | Краљевски син и везир и његова жена                |
| Г 7210–7220   | Дједефор             | Краљевски син Кеопса и Мерититес                   |
| Г 7350        | Хетеферес            | Жена Каваба и касније жена Џедеф Реа               |
| Г 7410–7420   | Мересанк и Хорбаеф   | Мересанк је била краљева ћерка и краљева жена      |
| Г 7430–7440   | Минкаф I              | Син Кеопса и Кефреновог везира                     |
| Г 7510        | Анкхаф               | Син Снефру и Кефреновог везира                     |
| Г 7530–7540   | Мересанк             | Ђерка Каваба и Хетеферес , Кефренове жене          |
| Г 7550        | Дуаенор              | Вероватно син Каваба и стога унук Куфуа            |
| Г 7560        | Акетотеп и Мерититес | Мерититес ћерка Куфуа                              |
| Г 7660        | Каемсекем            | Син Каваба, унук Куфуа, служио као управник палате |
| Г 7760        | Миндједеф            | Син Каваба, унук Куфуа, служио као ризничар        |
| Г 7810        | Дјати                | Син краљице Мерититес                              |

### Гробље ГИС
Ово гробље потиче из времена Микерен (Јункер) или раније (Рајснер), и садржи неколико камених мастаба које потичу из касне 6. династије. Гробнице из времена Микерена обухватају мастабе краљевског високог дворског службеника Каемнеферта, краљевог сина Куфудједеф, и званичника по имену Нианкре.‍:216–228

### Централно поље
Централно поље садржи неколико гробних места чланова краљевске породице. Гробнице су у временском опсегу од краја 4. династије до 5. династије и чак даље.‍:230–293
| Број гробнице  | Власник      | Коментари                                                                               |
| -------------- | ------------ | --------------------------------------------------------------------------------------- |
| Г 8172 (ЛГ 86) | Небемакет    | Син Кефренов, служио као везир                                                          |
| Г 8158 (ЛГ 87) | Никере       | Син Кефренов и Персенет, служио као везир                                               |
| Г 8156 (ЛГ 88) | Персенет     | Жена Кефренова                                                                          |
| Г 8154 (ЛГ 89) | Секемкаре    | Син Кефрена и Хекенухедјет                                                              |
| Г 8140         | Ниусере      | Син Кефренов, везир у 5. династији                                                      |
| Г 8130         | Нианкре      | Краљев син, вероватно 5. династија                                                      |
| Г 8080 (ЛГ 92) | Иунмин       | Краљев син, крај 4. династије                                                           |
| Г 8260         | Баваеф       | Син Кефренов, крај 4. династије                                                         |
| Г 8466         | Иунре        | Син Кефренов, крај 4. династије                                                         |
| Г 8464         | Хеметре      | Вероватно ћерка Кефренова, крај 4. династије или 5. династија                           |
| Г 8460         | Анкмаре      | Краљев син и везир, крај 4. династије                                                   |
| Г 8530         | Рекетре      | Краљева ћерка (Кефренова) и краљица, крај 4. династије или 5. династија                 |
| Г 8408         | Бунефер      | Краљева ћерка и краљица, крај 4. династије или 5. династија                             |
| Г 8978         | Камерернебти I| Краљева ћерка и краљица, средина до краја 4. династије. Такође позната као Галарза Томб |

Гробнице које датирају из Сајте и каснијег периода се налазе у близини насипа Кефрена и Велике сфинге. Том групом су обухваћени гробница командира армије са именом Амосе и његове мајке краљице Нактубастерау, која је била жена фараона Амазиса II.‍:289–290

### Јужно поље
Јужно поље обухвата неке од мастаба које потичу из 2. династије и 3. династије. Једна од тих раних династичких гробница се назива Ковингтонова гробница. Друге гробнице потичу из касног Старог краљевства (5. и 6. династија). Јужна секција поља садржи неколико гробница које потичу из Сајте периода и касније.‍:294–297